# Vitamin A
Vitamin A esencijalni je nutrijent u ljudskom tijelu. Topljiv je u mastima odnosno uljima. Njegovo je djelovanje uglavnom posljedica vezanja za specifične nuklearne receptore te tako kasnije utječe na sintezu specifičnih proteina. Važan je za kontrolu rasta i razvoja epitelnog tkiva tj. za diferencijaciju te sudjeluje u stvaranju vidnog pigmenta. Pa tako njegovi nedostaci nose razne poremećaje, od noćnog sljepila do određenih dermatoloških problema. Uz to značajan učinak vitamina A proizilazi iz njegovih antioksidacijskih svojstava (tako da se veže za slobodne radikale u tijelu). Ali važno je znati da najveće probleme u tijelu vitamin A može izazvati prevelikim unošenjem u organizam. Tada dolazi do brojnih toksičnih učinaka praćenim poremećajima u probavi, na koži, kostima i zglobovima.
Vitamin A se u organizmu pojavljuje u različitim oblicima, pa možemo govoriti o skupini vitamina A. Svi zajedno pripadaju retinoidima tj. derivatima retinoične kiseline (esteri, eteri ili alkoholni derivati). Vitamin A u užem smislu nazva se retinol ili vitamin A1. To je cikloheksanski prsten na kojem su tri –CH3 skupine i pobočni lanac s četiri dvostruke veze te primarnom –OH skupinom. Retinol je narančasto viskozno ulje. Ovaj se vitamin otapa u alkoholu i biljnim uljima dok u vodi i glicerolu ne. Toplina mu može smanjiti aktivnost, a relativno se brzo razgrađuje djelovanjem dnevne i ultraljubičaste svjetlosti. Tako danas postoje mnoge tvari koje to onemogućuju.

## Biološka važnost
Glavni izvori vitamina A su inače jetra, mlijeko i mliječni proizvodi, maslac, žutanjak i riba. Stari Egipćani kuhali su jetru kao lijek za noćno sljepilo, 1915.g. otkrivena je funkcija vitamina A. U tkivu životinja i morskih riba je prisutan u esterificiranom stanju. Dok u biljkama se nalazi kao provitamin A ili β-karoten. Iz mrkve je bio izoliran već u 19. stoljeću i nazvan je karotenom. Prepručene dnevne količine (RDA) ovog vitamina danas za odrasle muškarce i žene iznose 800 – 1000 μg, dok se kod terapijske primjene ona znatno razlikuje.
Vitamin A ima vrlo važnu ulogu u organizmu. Sudjeluje prije svega u sintezi vidnog pigmenta - rodopsina pa tako djeluje protiv raznih očnih bolesti. Ima izraziti učinak na epitelno tkivo pa služi i u liječenju raznih kožnih bolesti te održava zdrave vanjske omotače tkiva i organa.
Nedostaci najčešće nastaju zbog neadekvatne prehrane ili pri kroničnim bolestima kod kojih je smanjena apsorpcija masti. Jedna od hipovitaminoza je i noćno sljepilo (niktalopatija). Tako pomanjkanje ovog vitamina smanjuje sposobnost adaptacije na tamu. Ta je adaptacija kemijski proces u kojem se stvara rodopsin, a bez vitamina A to je nemoguće. Znakovi nedostatka mogu se opaziti i na koži.
Ako se retinoidi unose u organizam u količinama izrazito većim od propisanih, dolazi do hipervitaminoze A.  Kod djece je to često posljedica samoinicijativne terapije roditelja. A u odraslih nastaje nakon dugotrajnog liječenja kožnih bolesti (npr. akne, psorijaza) ili dugotrajnom automedikacijom. Simptomi kao što su crvenilo kože, svrbež, glavobolja i mučnina prvi su znakovi koji ukazuju da doze treba smanjiti. Unosom još većih količina dolazi do akutnog trovanja čiji su simptomi ljuštenje kože zbog suhoće, umor, nesanica, edemi u velikim dozama vitamin A oštećuje jetru, živce, doprinosi boli u kostima i zglobovima, a u nekim slučajevima utječe i na fetus. Pri tome se višak β-karotena akumulira u epidermi (kako se više ne može prevesti u vitamin A) te ona dobiva žućkastu boju. Upravo zbog toga što je A vitamin jedan od onih koji može biti i toksičan, najbolje bi bilo kada biste ga uzimali pod nadzorom liječnika.

## Vitamin A i tjelesne tegobe
Premda je noćno sljepilo poznati nedostatak vitamina A, mnogo je bolesti povezano s njegovim nedostatkom. Vitamin A ima antioksidativna svojstva i kao takav nezamjenjiv je u borbi protiv srčanih i drugih degenerativnih stanja. Potreban nam je za zdravu reprodukciju, hormonsku ravnotežu žena, pravilan rast te za ravnotežu šećera u krvi, a služi i u obrani protiv infekcija.

### Infekcije
Zajedno s vitaminom C Vitamin A se bori protiv infekcija. Naslov infekcijskog vitamina zaradio je mnogo prije nego što mu je taj naslov oduzeo vitamin C. Uloga vitamina A je pojačavanje imunološkog sustava. Čitav proces se zbiva u sluznici želuca i Crijeva. Najbolja kombinacija za suzbijanje prvih znakova infekcije je sinergija vitamina A s vitaminom C i cinkom. Ista kombinacija je djelotvorna jer pogoduje ozdravljenju od dišnih i sinusnih infekcija. Uzimanje tableta vitamina A zajedno s izravnim nanošenjem na kožu usporava pojavu herpesa. 

#### Dječje infekcije
Pravilna opskrba vitaminom A u cijelom svijetu spasila bi svake godine 2,5 milijuna dječjih života. Broj umrlih od dišnih bolesti pao bi za 70%, a broj umrlih od bolesti povezanih s proljevom za 39%. Djeca su neobično osjetljiva na nedostatak vitamina A, što se može i opravdati činjenicom brze potrošnje malih tjelesnih zaliha retinola za vrijeme infekcije. 
Međutim čak i jedna doza 20 000 IJ ubrzat će oporavak od vodenih kozica i ukloniti opasnost od mogućih komplikacija. S redovitim davanjem vitamina A smanjilo bi više slučajeva potencijalnih plućnih infekcija kod djece.

#### AIDS
Retinol pojačava otpornost imunološkog sustava u borbi protiv svake zarazne bolesti. U borbi protiv AIDS-a je učinjeno mnogo istraživanja. Neki znanstvenici tvrde da količine između 13 000 i 20 000 IJ usporavaju napredovanje bolesti. Vjerojatnost da osoba s AIDS-om ima smanjenu količinu vitamina A je dvjesto puta veća od iste vjerojatnosti kod zdravih osoba. Očekivano trajanje života osobe s AIDS-om liječnik može predvidjeti mjerenjem količine retinola u krvi.

### Bolesti kože
Vitamin A je idealan za hranjenje i njegu kože stoga ga možemo pronaći u kozmetičkim preparatima. Djelatni sastojci takvih proizvoda su retinoidi (sintetičke inačice vitamina A). Proteže se mišljenje kako je prirodni vitamin A ipak sigurniji od svojih umjetnih tj. sintetiziranih inačica. 
Liječenje akni. Ako je osoba sklona aknama moguć je nedostatak vitamina A. Koža se uzimanjem veće količine vitamina A čisti, lojne žljezde se smanjuju na veličinu dječjih uz dozu 200 000 do 500 000 IJ vitamina A dnevno u trajanju od 3-6 mjeseci. Ovakvo liječenje mora kontrolirati dermatolog i koristi se samo u ekstremnim slučajevima. Kako bi liječenje bilo što djelotvornije iz prehrane valja ukloniti šećere i rafinirane ugljikohidrate. Ako u terapiju uključimo vitamin E, cink, pantotensku kiselinu i GLA dozu vitamina A možemo smanjiti na 100 000 IJ, što je sigurnije s obzirom na to da vitamin A može djelovati i toksično u većim dozama.
Stanje psorijaze se može popraviti uzimanjem dodatne količine vitamina A od 100 000IJ (ekvivalent od 3000 mcg što je ujedno i gornja RDA granica za odraslog muškarca ili ženu)  uz dodatak vitamina D.

### Plućne bolesti
Važnost vitamina A za kožu samo je jedan vid njegove blagodati za epitelna tkiva. Epitel je sloj stanica koji tvori vanjski dio kože. Probavni i dišni sustav je u dodiru s vanjskom okolinom, stoga se vitamin A može rabiti kao dio protokola za emfizem, oblik kronične plućne bolesti. Istraživanja su pokazala da pacijenti s teškim plućnim bolestima imaju nisku razinu vitamina A, a oni koji počnu uzimati dodatne količine pokazuju poboljšanu funkciju pluća.

### Probavne bolesti
Radi bliske veze vitamina A sa sluznicama i epitelskim stanicama, isti se pokazuje kao odličan dodatak u liječenju nekih crijevnih bolesti. Može pomoći u slučajevima kolitisa i Crohnove bolesti, a njegovu vrijednost u liječenju i sprječavanju čira na dvanaesniku otkrila je i studija provedena na sveučilištu Harvard, koja pokazuje kako muškarci koji uzimaju veće količine vitamina A imaju 54% manje šanse za dobivanje čira za razliku od onih koji su u blagom deficitu s tim hranjivom.

### Rak
Čini se da vitamin A usporava ponovnu pojavu raka nakon operacije. U jednom se istraživanju proučavalo djelovanje vitamina na 307 pacijenata operiranih od raka pluća. Neki od njih su tijekom godine dana dnevno uzimali po 300 000 IJ vitamina A, drugi nisu. Nakon dvanaest mijeseci pacijenti koji su uzimali vitamin A bili su slobodni od tumora dulje vrijeme, a i broj onih kod kojih se tumor pojavio bio je mnogo manji negoli kod onih koji nisu uzimali vitamin A.
Bez kontinuiranog djelovanja vitamina A mnogo je veća opasnost i od nastanka drugih vrsta tumora, uključujući rak prostate i neke oblike leukemije. Stanice na površini kože, tzv. epitelne stanice, također ovise o njemu za zaštitu od malignih pojava. Osobe koje dobiju rak kože, uključujući karcinom bazalnih stanica i karcinom rožnatih stanica, imaju nižu razinu retinola u krvi od prosječne.

### Ženske tegobe
Retinol može spriječiti predmenstrualnu napetost. U jednom istraživanju, doza od 50 000IJ smanjila je teško mjesečno krvarenje, a u drugom istraživanju vitamin A je pomogao u liječenju dobroćudnog tumora dojke s dnevnom dozom od 150 000IJ. Ako se vitamin A kombinira s folnom kiselinom i Borom doprinosi ublažavanju vrućih valova i drugih simptoma menopauze.
Pravilo da veće doze daju bolje rezultate kod vitamina A ne vrijede;  npr. količina od 8000 IJ može uzrokovati malformacije ploda, stoga trudnice ne bi smjele preći dnevnu dozu od 8000IJ. 
Međutim potpuno izbjegavanje ovog vitamina nije dobar potez, jer je trudnim ženama vitamin A potreban za stvaranje hormona progesterona, a i za hranjenje ploda. Osim toga vitamin A smanjuje mogućnost male porođajne težine pa na taj način izbjegavamo dodatne komplikacije kod i nakon poroda.
Zbog blagotvornog djelovanja vitamina A, ali i dokazane opasnosti od većih količina tog hranjiva buduće majke ne bi smjele nagađati koliko im je retinola potrebno, već bi trebale zatražiti test za vitamin A i folnu kiselinu od svog liječnika, a i za mnoga druga hranjiva.

### Zarastanje rana
Vitamin A potiče izlučivanje tvari koja pomaže obnavljanju. Stoga logika nalaže da bez obzira o prirodi oštećenja kože(sunčanje, kirurški zahvat), oštećenje će brže nestati uzimanjem dodatne količine retinola. Retinol potiče sintezu i obnavljanje kolagena u rani pa tako poboljšava kakvoću novog tkiva i smanjuje opasnost od infekcije. Vitamin A zajedno s cinkom valja rutinski uzimati neposredno prije i nakon bilo kakvog operativnog zahvata.

### Poremećaj razine šećera u krvi
Vitamin A možda doprinosi stabilnosti šećera u krvi. Istraživanje na pedeset i dvije zdrave osobe pokazalo je da oni koji u organizam unose više od 10000IJ vitamina A mnogo bolje metaboliziraju glukozu od onih koji uzimaju manje od 8000IJ. Potvrđeno je da vitamin A pomaže učinkovitijem djelovanju inzulina i pomaže hormonu da dovede šećer u tjelesnu stanicu.

## Doziranje
- prosječno odrasla osoba dnevno treba unositi 5000 IJ vitamina A.
- kod bolesti s nedostatkom vitamina A trebalo bi se unositi 100 000 IJ dnevno.
- Vitamin A u multivitamnskim preparatima obično zadovoljava prosječne potreba, pa ga nije potrebno dodatno uzimati osim kod utvrđenog nedostatka ili kod ciljane terapije uz nadzor liječnika.
- u slučaju kad uzimamo velike doze vitamina A radi sprječavanja jake akutne infekcije treba razmisliti o miceliziranoj inačici vitamina A koja zaobilazi jetru te tako otklanjamo opasnost od otrovnog nakupljanja tvari čak i kod 100 000IJ dnevno. Micelizirani vitamin A (sintetizirana inačica) odlično djeluje ako ga uzimamo zajedno s vitaminom E za suzbijanje upale sinusa i drugih akutnih infekcija.
- Terapijske doze vitamina A tj. veće od 5000 IJ mora nadzirati liječnik